# Little Busters!角色列表
本條目是日本企業Key、J.C.Staff推出的電玩、動畫作品──Little Busters!（校園剋星）的登場角色名單。

## 登場人物
以下聲優是以動畫／無印或Converted Edition版或PERFECT EDITION版／EX版順序排列，未有特別註明者動畫版聲優與無印或Converted Edition版或PERFECT EDITION版相同。

注意：本動畫在台灣僅第一季有中文配音，故以下中配名單以第一季為準。

### Little Busters!初期成員
直枝理樹（聲優：堀江由衣（動畫）／（非全語音）／台灣：汪世瑋，原画：Na-Ga）
生日：1月17日，身高：166cm，體重：54Kg
初期稱號：過著異常多彩青春的普通少年
本作品的主角。有著近似女生的童稚臉孔與女性般的聲線，高中二年級，屬E班22號。基本上是個超級濫好人性格，但对于周围人的白痴行为，起着吐槽的重要作用。患有因精神壓力造成的發作性嗜睡病。小時候因父母雙亡而陷入了絕望之中，是恭介向自己伸出希望的援手，所以有事總喜歡依賴恭介，同時也非常珍惜一起長大的伙伴們，希望與大家在一起的日子能夠永遠持續下去。非常喜歡恭介和便利商店。
從和葉留佳的對話中得知，理樹習慣穿開平角褲。在遊戲Refrain線與動畫後期和棗鈴擔任解救「Little Busters!」夥伴們的關鍵角色。
在動畫番外篇中，在戰鬥排位賽戰勝齋藤後，成為新一任幪面齋藤，但在戴上齋藤面具後，被Little Busters!的所有女性給予了劣評。據理樹所言戴上齋藤面具後是看不見任何事物的，而恭介亦說要用心眼才能看見事物。
棗鈴（聲優：／台灣：石薇，原画：Na-Ga）
生日：9月2日，血型：O，身高：153cm，體重：43Kg，三圍：77/54/80
初期稱號：不擅長與他人交流的高貴小貓
角色曲：
在KEY 10TH Anniversary官方人氣投票為Little Busters系列之第4名（總排名9）。
恭介的妹妹，也是理樹的同班同學。Little Busters的初期隊員裡的唯一女生。長髮裡藏有一個鈴鐺髮飾，喜歡蜂蜜。非常怕生，不擅長與他人交流，不懂得如何表達自己的感情，因此除了初期Little Busters!的成員以外，沒有其他的朋友。但在喜愛的小貓們的面前卻愛擺出大姐姐的架勢，課餘時間都幾乎是在與小貓們玩耍，小貓們的名字都是由恭介複製自各領域的名人而取。因口頭表達能力差，吐槽時總喜歡動用強烈的踢腿（high kick）來代替言語，真人是她主要的吐槽對象。
在動畫第1集中由恭介獲得神之暴投的稱號，後在動畫第9集中自行更換成速球王。
在動畫番外篇中，在戰鬥排位賽輸給真人後，真人授了男人的稱號，其後輸給齋藤後，齋藤授予齋藤五段的稱號。
棗恭介（聲優：綠川光／冰河流／台灣：黃天佑；少年時代：／台灣：石薇，原画：Na-Ga）
生日：5月4日
初期稱號：將一切日常化作任務的領袖
角色曲：
在KEY 10TH Anniversary官方人氣投票為Little Busters系列之第3名（總排名7），是前10名中唯一的男性角色。
Little Busters的創立者兼頭領，主要角色中唯一的三年級學生。性格幽默，身為最年長者，卻最喜愛玩耍，經常想出令人意外而無語的活動來。少年漫畫是恭介的最愛之一，因此想出來的活動內容也多半是受到少年漫畫的啟發。有他在，就似乎沒有辦不到的事，沒有完成不了的任務，仿佛一切都在他的掌握之中。被大家視為最強不可侵犯的男人，深得大家的信任。在女生之中很有人氣，下課時別班的仰慕者會在教室門口觀望他。擅長的樂器為吉他。
在動畫番外篇中，在戰鬥排位賽輸給齋藤後，齋藤授予齋藤三段的稱號，但其實齋藤是恭介自己一人扮演的。
在動畫番外篇中，據恭介所言，齋藤是最強者所戴的面具，為學校每年的傳統，恭介是理樹的上一任。
井之原真人（聲優：神奈延年／水無月了／台灣：李景唐，原画：Na-Ga）
生日：11月6日
初期稱號：熱愛肌肉的可愛笨蛋
Little Busters的成員，2年E班3號，理樹的同班同學，也是理樹的室友。鍛鍊肌肉，炫耀肌肉是其人生的必修課，對他來說，肌肉就是人生。經常說出令人無語的“迷言”，作出極其無腦的行為，因此成了大家吐槽的主要對象。所謂的“四肢發達頭腦簡單”的男人，與謙吾經常鬧不合而打起來，視謙吾為競爭對手。
動畫第2集中由謙吾授予了腦袋被忘在某處的男人的稱號，而在動畫第7集中由鈴授予了廢物的稱號，後來被鈴和葉留佳換了蠢貨的稱號，後在動畫第16集被葉留佳換了宇宙笨蛋的稱號。
在房間準備料理工具，但不知為何不是家用式而是野外生存用的料理工具。
從葉留佳的路線中得知，會把一些物品收在地毯下。
不喜歡所有帶酸味的食物（包括番茄）。
在動畫番外篇中，曾在戰鬥排位賽一度贏了鈴，其後再次輸給了鈴，鈴授予了特技是輸的稱號，其後輸給齋藤後，齋藤授予齋藤四段的稱號。
宮澤謙吾（聲優：織田優成／長月優／台灣：梁興昌，原画：Na-Ga）
生日：4月30日
初期稱號：最強的男兒・真人的競爭對手
Little Busters的成員理樹的同班同學。以劍道為人生的主要課題，拿著木刀的謙吾所向無敵，不知敗北為何。無論到何處都穿著劍道服，討厭穿學校的制服，因為認為自己穿學校的制服會被人看成是有特殊嗜好。時刻都擺出冷酷而又認真的表情，看似隊伍里思想最為冷靜的人，卻也跟真人一樣易怒。但其實也隱藏著不下于真人的搞怪言語與行為。
不太喜歡甜食。
在動畫番外篇中，在戰鬥排位賽輸給了齋藤後，齋藤授予了齋藤六段的稱號。

### Little Busters!新成員
神北小毬（聲優：柳濑洋美／牧泉美／台灣：林美秀，原画：樋上至）
生日：4月5日，血型：A，身高：159cm，體重：45Kg，三圍：83/57/84
初期稱號：軟撲撲的童話少女
角色曲：
2年E班23號，理樹的同班同學。喜歡童話、連環畫、零食、果醬（尤其是楓糖果醬）。缺乏運動神經的天然呆少女，頭上的兩個星星髮飾是其特徵。擁有不幸體質，出糗的時候一定會被人看到，緊張的時候會語無倫次。是鈴的第一個女性朋友，也是Little Busters!的第一位新隊員。經常在筆記本上畫自己創作的童話故事。對任何事都很努力、認真，在鈴與庫特面前以大姐姐自居，但其天然呆的性格卻反而讓大家擔心。英文能力相當突出，擁有全年級前10名的實力，和庫特形成強烈的對比。在女生們之間深得信任與好感，也是隊裡的男生們公認的好少女。擅長做點心。午休時間經常跑到屋頂吃午飯與休息，超喜歡甜食，零食幾乎成了她的正餐。好像喜歡較為童真風格的內衣。
因自己逃避哥哥去世的傷痛，從此只要碰到關於死亡的事物，就會忘記一切，甚至把哥哥的存在也都忘了，每當只要夢到哥哥，小毬就會問家人她的哥哥現在在哪裡，家人怕小毬再度難過，也選擇欺騙說沒有這個人，哥哥生前交代小毬，當他不在了，一切只是夢，小毬一直記住這個話，所以一直當作是夢或者哥哥只存在在夢裡，才因此重拾陽光般的笑容。
第一季第5集，小毬因看到貓去世在路邊，讓他想起哥哥的事，精神再度崩潰，在Little Busters!大家的幫助下，重新重拾笑容。
內心深處有幸福延伸的理論，這是認為他人幸福自己也會幸福，所以就經常幫助他人，希望可以把幸福傳出去。
和室友佐佐美的關係非常好，不過平時被佐佐美禁止說出和她同房的事，愛稱佐佐美為「小佐」。
週末有去護老院探望老人及打掃的習慣。
動畫番外篇中，在戰鬥排位賽輸給齋藤後，齋藤授予齋藤二段的稱號。
三枝葉留佳（聲優：鈴木惠子／／台灣：林美秀，原画：樋上至）
生日：10月13日，血型：B，身高：163cm，體重：49Kg，三圍：81/59/82
初期稱號：無憂無慮 歡樂無限 喧囂少女
角色曲：
與理樹同屆，不同班級的女生，是班上的整備委員及首席整備委員長（理樹是副整備委員長）。在課餘時間總是出沒在理樹他們班，頭上兩條長度差很多的馬尾是其特徵。左撇子，但因三枝家不喜歡而強行訓練右手，現在左右都能使用。是一個極愛惡作劇的開朗型女孩，但有時言語行動會異常偏激。風紀委員的眼中釘，校內有名的問題少女，不喜歡讀書，在校內的成績除了數學與物理都是在及格邊緣。雖然很喜歡捉弄別人，自己卻禁不起別人的捉弄。會像個小孩一樣無理取鬧，腦內思路沒條理，言語行動完全無法預測。擅長做鬆餅並對點心類相當有研究，喜歡聽音樂，涉獵範圍從J-POP到爵士樂都有，會試著在自己手機裡作曲，並喜歡做和物理有關的實驗，而且不少會引起問題連累理樹。討厭的東西是規則與常理，貌似吃什麽都要塗上美乃滋，喜歡的水果是柑橘類，不喜歡帶有藥味（如薄荷味）的食物，和理樹的認識是在春天時中庭的長椅，由理樹主動問口向葉留佳對話的。
不知為何校服裙的口袋能裝入螺絲、螺母、釘子、老虎鉗、玻璃珠及小石頭。
對整備委員及清潔有關的事情都會非常認真做而且都不會抱怨。
宿舍房間是在新館中的3人房，不過是自己1人住。
喜歡電子音的鬧鐘多於使用鈴聲的鬧鐘。
之所以不斷去鑽研蛋類料理是因為起初曾被佳奈多欺騙說自己對蛋白過敏，因此希望藉由鑽研蛋類料理來得到自己的長處及能對抗佳奈多。
和佳奈多是雙胞胎，佳奈多的妹妹，因為家族的問題而分別給本家和分家照顧，葉留佳本身是由本家三枝家照顧。發生了三枝晶事件後，三枝家就被分家二木家掌控，姐妹倆淪為兩家鬥爭的工具，同樣不時遭打罵，毫無自覺下姐妹倆互相敵視；對Little Busters道出自己長久以來的心情後正式成為一份子，同時姐妹倆互相吐露心聲後和好如初，因而和三枝家、二木家斷絕關係並一同和自家父母團聚。
動畫番外篇中，在戰鬥排位賽輸給了理樹後，理樹授予了背負著十字架的首席美容師的稱號；而台版播出帶的劇本譯文中，井之原真人常將她的名字誤讀成「三隻泰國蝦」。
能美·庫特莉亞芙卡（聲優：若林直美（动画版）／金子明美／鈴田美夜子／台灣：石薇，原画：Na-Ga）
生日：6月12日，血型：AB，身高：145cm，體重：37Kg，三圍：69/51/72
初期稱號：異國情趣（自稱）般的吉祥物
角色曲：
在KEY 10TH Anniversary官方人氣投票為Little Busters系列之第2名（總排名6）。
2年E班31號，理樹的同班同學。1/4日本血统、3/4俄國血统的混血兒，俄文原名是（Kudryavka Anatolyevna Strugatskaya），戴布爾（虛構之南太平洋小國，原型為吉里巴斯所屬的無人島）出生。雖然與大家同年級，但其實比大家小一歲。因其善良的性格與可愛的外表，披著白披風和貝雷帽，深得大家的喜愛與關心，十分怕冷與被搔癢。母親和外公都是從事航天工作，母親是一名宇航員。雖然於外國出生，受外公的影響，腦內思想完全是日式的。對日本文化異常熟悉，日文程度也有一般日本人的水準以上，卻不擅長英語。本人很在意這點，所以常常勉強自己說英語，并作出外國式的言行舉動，但總是不起作用。經常與在芬蘭的爺爺送來的狗——威爾卡、斯特維勒卡——一起玩耍。其姓名来源于前苏联第一个进入太空的狗萊卡。
得知母親的火箭發射失敗後，在佳奈多與Little Busters眾人的鼓勵和支持下決定回戴布爾，好不容易和外公團聚也得知母親雖負傷但沒事而鬆口氣，但當晚和外公都遭到反政府份子襲擊監禁，萬念俱灰下回想起Little Busters眾人的鼓勵，因而靠自己逃脫成功，母親及外公也順利脫困；戴布爾內亂結束後，母親及外公都繼續準備下一次火箭的發射，自己則回日本和佳奈多、Little Busters的眾人團聚，同時決定當一個屬於自己的齒輪。
在遊戲中最初和鈴同房，是後來校方因庫特原本的房間修理好後，要求轉房才同佳奈多成為室友。
在Kud Wafter中得知是家政部的部員。
動畫番外篇中，在戰鬥排位賽輸給理樹後，理樹授予大病初癒的努力家的稱號，其後輸給美魚後，美魚授予南瓜內褲派的稱號。
來谷唯湖（聲優：田中涼子／一色光／台灣：石薇，原画：樋上至）
生日：3月13日，血型：A，身高：170cm，體重：55Kg，三圍：B90/W60/H89
初期稱號：有點淘氣的大姐姐
角色曲：
出生海外的日本人，學校的廣播部委員長，理樹的同班同學，但其外貌與氣質，看起來卻像是年長者，在同齡人面前也是自稱“大姐姐”，喜歡可愛的東西，包括人，比如庫特、鈴、小毬。常常用黃色話題來挑逗理樹。無論是身體能力還是智慧都高的離譜，尤其是數學方面的能力，更熟悉最少7種不同國家的語言，且擅長的樂器為鋼琴。隊裡的男生們也對她畏懼三分。因其言談舉止與強悍的性格，與恭介同樣被周圍人所信賴著。對泡菜非常執著。
宿舍房間都是在舊館，不過是單人房，但是庫特曾說過在女生宿舍中一次也沒有見過來谷，反而是來谷經常見到庫特。
大部分時間叫Little Busters中的女性都會叫了姓氏後再加女士，不過葉留佳除外，會稱呼葉留佳君，男性則是叫了名字後再加少年，不過理樹和恭介除外，以及不太能接受自己被人叫成小唯。被叫時會臉紅，有反差萌的可愛一面。
家中父母也是叫來谷為伊莉莎白為愛稱，其後理樹道出本名即是伊莉莎白。
只有來谷是在成員當中不害怕恭介所制作的鬼怪，更會強化鬼怪們。
在動畫第二季來谷的故事線中是女主角，喜歡理樹，在最後因為不斷重複輪迴的6月20日的世界即將結束，向理樹告白，說聲謝謝之後離開了這個漸漸崩壞的世界，命運的齒輪也繼續轉動，兩人彼此也忘記了這一段美好的記憶。是唯一一位在自己的故事線中，喜歡男主角的角色，也是唯一有戀愛劇情的支線故事。
在動畫第二季中，小時候似乎與理樹有過一面之緣。
在動畫番外篇中，在戰鬥排位賽輸給齋藤後，齋藤授予齋藤初段的稱號。
西園美魚（聲優：巽悠衣子（动画版第一期）／河原木志穗（动画版第二期）／荒井悠美／／台灣：林美秀，原画：Na-Ga）
生日：8月22日，血型：AB，身高：153cm，體重：41Kg，三圍：75/55/79
初期稱號：打著太陽傘的文靜天然素材
角色曲：
2年E班29號，理樹的同班同學。平時坐在走廊旁的座位（近後門），宿舍在舊館。喜歡讀書的文學系少女，收藏的書多到必須要把衣櫃清一個角落來放書才能收納完成。在班裡沒什麽存在感，被稱作“沒有影子的人”。在室外總是撐著太陽傘，體育課也從來都只是旁觀。因此加入了隊裡也沒有參加練習與比賽，而是隊伍的經理人。擁有著與外表不相稱的毒舌，吐槽會吐的非常刻薄不留情，也經常會無意間（？）地說出一些反效果的話來嚇唬別人。BL愛好者，常常妄想恭介×理樹的配對。有點喜歡木莓醬，有點怕熱。
也和其他成員一樣害怕鬼怪，但是少數能發現來谷在強化恭介所制作鬼怪的人。
很不擅長喝氣泡飲料。
瞭解美鳥的想法後現在影子已回復正常，並且現在基本上已經不會總是在室外撐著太陽傘，如要使用的話也會用其他太陽傘，原先的太陽傘目前放在宿舍房間中好好保存。
在動畫番外篇中，在戰鬥排位賽輸給理樹後，理樹授予最近身體發倦的魚的稱號。

### Little Busters! EX 中升格為主要角色
以下三位沒有參加戰鬥排位賽和棒球賽（但在棒球練習中有可能出現）。
二木佳奈多（聲優：鈴木惠子／／台灣：林筱玲，原画：樋上至）
生日：10月13日，血型：A，身高：163cm，體重：47Kg，三圍：80/57/82
初期稱號：冷淡 不親切 不留情的風紀委員
角色曲：
在KEY 10TH Anniversary 官方人氣投票為Little Busters系列之第5名（總排名10）。
和理樹同年級，葉留佳的同班同學，能美的室友。是在學生會有舉足輕重地位的風紀委員長，校內以高壓的態度廣為人知，因此將總是破壞紀律的Little Busters等人視為眼中釘（特別是葉留佳）。為人死板不知變通，做事認真，講究合理性與效率，有一點天邪鬼性格，但一切都是因為家族的原因…。
喜歡薄荷的味道，對柑橘類水果過敏、此外也對貓毛過敏。雖然看似冷漠無情，其實本性相當溫柔，也是個不坦率，容易害羞的女生。
據能美所言，休息日如果是下雨天的話就會一直窩在床上。手臂有著過去無法抹滅的傷痕，而自己也知道那是很噁心的傷痕，因此想辦法不讓任何人看到，在跟能美同房時，剛洗完澡出來曾意外的被能美看到過。
討厭酸黃瓜和番茄，但是喜歡番茄醬及紅色的水果（如蘋果）。
名字中的「奈」有山蘋果的意思，並且名字的由來是「祝願美好的果實愈來愈多」。
曾是女子劍道部部長及副主將，但現在只是掛名。
曾欺騙葉留佳說自己對蛋過敏。
和葉留佳是雙胞胎，葉留佳的姐姐。因為家族的問題而分別給本家和分家照顧，佳奈多本身是由分家二木家照顧，在二木家的嚴厲要求下自己必須表現過人，好為自己、父母與妹妹揚眉吐氣，但不時被辱罵為罪犯的後代，還被迫鄙視葉留佳，而且因為二木家無法消除罪犯女兒疑慮的關係經常遭到鞭打，甚至被威脅要除掉葉留佳，可說是過得極為不人道，和葉留佳互相吐露心聲後決定就此和二木家、三枝家斷絕關係並與父母團聚。
從二木家策劃的相親逃脫後，決定離開二木家，與葉留佳一起搬去跟父母住。
笹瀨川佐佐美（聲優：德井青空（動畫版）／ ／台灣：林美秀，原画：Na-Ga）
生日：12月3日，血型：B，身高：154cm，體重：43Kg，三圍：78/54/81
初期稱號：唯我獨尊的女王貓
角色曲：
和理樹同年級，小毬的室友，視鈴為死敵的少女。2年級女子壘球部的第4棒主力。性格高傲不服輸。名字的發音長，像繞口令，常常被很多人念錯，其實連自己都念不快。因為一些原因，成了女子壘球部員們憧憬的對象，身後總是跟著低年級的跟班，而她憧憬的對象是謙吾。
喜歡貓跟動物，但是因為小時候搬家時與飼養的猫「小黑」分開，更認為小黑一定憎恨著她，所以聲稱自己很討厭貓（尤其是黑貓）。後來在小黑創造的世界中察覺到小黑想要再與自己玩耍的思念之情，就此解開了心結，並於現實世界中送牠最後一程。
對手鼓有不好的回憶，但其實只是因為在小學的6年中，都不知為何一次也沒有用過手鼓而成為不好的回憶。
朱鷺戶沙耶（聲優：櫻井浩美／風音，原画：Na-Ga）
生日：10月21日，身高：156cm，體重：44Kg，三圍：83/55/82
初期稱號：模糊的完全無敵少女
使用武器：M1911（另一把瓦爾特PPK給理樹使用）
角色曲：
在KEY 10TH Anniversary官方人氣投票為Little Busters系列之第1名（總排名3）。
EX版ONLY新角色。2年A班。平常是容姿端麗，成績優秀的班級人氣王。但實際上卻每晚留在學校，徘徊尋找隱藏在學園中的秘寶，並與黑暗執行部作戰。後來理樹三次逃過暗殺且因理樹被影子威脅著而與理樹組成搭檔共同尋找秘寶。被黑暗執行部稱為代號TK-010。
雖然自稱是優秀而冷酷的間諜，但其實是隱藏型的天然呆，總是會犯些令理樹無語的失誤，面對自己的失敗常常是伴隨著苦笑脫口說出許多自嘲的台詞（如理樹所說的“自虐型”）。亦是一個傲嬌，在理樹面前口不對心。
根據結局標題，可知沙耶本名為彩，姓氏不詳。
理樹雙親尚在生時，曾與其是青梅竹馬。

### 其他角色

#### 教職員生
古式美雪（聲優：本多陽子（動畫版）／／台灣：林筱玲，原画：Na-Ga）
出生弓道名門的少女。但卻因病而導致右眼失明，就此斷送了弓道的生涯。與她有著類似出身的謙吾一直關心著她。
阿酱前辈（聲優：平井理子（動畫版和PE版）／理多／台灣：林美秀，原画：樋上至）
初期称号：最喜欢有趣事物的前任舍监
前女子宿舍的舍监。自从退出舍监的位置后，关于宿舍的相关规定就变得有点松懈起来。为了交接的相关事宜所以总是和佳奈多在一起。非常喜欢「既可笑又滑稽」的事物。
在Little Busters!中仍是宿管。在Kud Wafter中退位。同时是家政部的部长。人物立绘仅在PSV版本上的游戏出现以及Kud Wafter中。
愛稱佳奈多為小佳奈。
杉並睦實（聲優：花澤香菜（PSP版起）／台灣：林筱玲）
理樹班上的少女。性格文靜，對理樹抱有傾慕之情。
在來谷路線中，因受兩名損友唆使而向來谷進行欺凌。（但隨即被來谷反擊），但不知道兩名損友也有欺凌理樹。
渡邊咲子（聲優：野中藍）
褐色頭髮有著單馬尾的女生，佐佐美手下的三人。與棗鈴為敵對關係。
川越令（聲優：神田朱未）
紅色髮頭有著側邊單馬尾的女生，佐佐美手下的三人。與棗鈴為敵對關係。
中村由香里（聲優：廣橋涼（PSP版起））
綠色頭髮綁著紅色緞帶雙馬尾的女生，佐佐美手下的三人。與棗鈴為敵對關係。
高宮（聲優：岡田榮美（動畫版和PE版）／台灣：汪世瑋）
在第一季第一集登場。藍色頭髮後面有綁著小小的馬尾，為理樹的同學。
勝澤（聲優：青木紀子（動畫版和PE版）／台灣：石薇）
在第一季第一集登場。短頭髮褐色髮色的女生，為理樹的同學。
山崎（聲優：大西沙織（動畫版和PE版））
在第一季第一集登場。個性害羞有著黑藍色長髮，為理樹的同學。
伊藤（聲優：山川琴美（動畫版和PE版））
理樹與美魚的同學。個性內向。體育課換衣服時撿到美魚掉落的書，但因為不敢向周圍的人確認而放在自己桌子的抽屜。
後來在理樹和來谷的幫忙下將書還給美魚。
相川（聲優：水島大宙（動畫版和PE版）／台灣：黃天佑）
二年A班座號1號。功課不太好。暗戀佐佐美，但跟理樹與棗鈴交情不錯；喜歡漫畫與電玩、嘻哈樂。
遠藤（聲優：松本忍（動畫版和PE版）／台灣：梁興昌）
個性嚴厲的學園教師，身兼劍道社社團教師及風紀顧問。

#### 主角的家人
神北拓也（聲優：（動畫版和PE版）／台灣：石薇）
小毬的哥哥。在小毬小時候因病去世，生前十分愛惜小毬，並在去世前親自畫了一本畫冊給小毬。
神北小次郎（聲優：大川透（動畫版）／台灣：梁興昌）
小毬和拓也的親戚。現居住在小毬平時幫忙的養老院中。知道小毬的遭遇，所以不想小毬看見自己過世時會回憶起哥哥的死，因此平時小毬來房間探望自己時會大聲趕小毬走。
三枝晶（聲優：濱田賢二（動畫版）／台灣：梁興昌）
葉留佳與佳奈多的其中一位父親；和姐妹倆的母親、另一位父親是青梅竹馬，但自家嚴厲規定要招贅兩位女婿，便結婚生下姐妹倆；在無法忍受下夫妻倆帶著姐妹倆離家，但自家搶走姐妹倆，憤而前去討回公道試圖奪回姐妹倆，結果因引發火災而遭逮捕判刑，就此被趕出自家，姐妹倆因被數落為罪犯的女兒而遭虐待。
雀兒努西卡（聲優：若林直美（動畫版和PE版）／台灣：林美秀）
能美的母親，俄羅斯人，父親是伊凡，職業為太空人。
曾在一次火箭升空過程中遭遇到意外，雖存活但此次發射失敗成為引發戴布爾內亂的導火線，自己、父親伊凡和女兒能美都被遭襲也被分別監禁，女兒能美憑藉著Little Busters眾人的支持和鼓勵自行逃脫成功，因此自己及父親也成功脫困；戴布爾內亂結束後，自己及父親繼續火箭升空的準備工作，女兒能美則回到日本繼續念書，分離前表示希望女兒能當一個屬於自己的齒輪。
伊凡（聲優：小形滿（動畫版和PE版）／台灣：梁興昌）
能美的外祖父、徹努西卡的父親。在女兒發生火箭升空事故後，就一直隱居在戴布爾某處。好不容易才和外孫女團聚也收到女兒沒事的消息，但當晚除了在路上的女兒之外，自己及外孫女也都被遭襲還被分別監禁；外孫女憑藉著Little Busters眾人的支持和鼓勵自行逃脫成功，因此自己及女兒也成功脫困；戴布爾內亂結束後，自己及女兒繼續火箭升空的準備工作，外孫女回日本和Little Busters繼續念書，對於母女倆都感嘆萬分。
彩的父親（聲優：近藤孝行（動畫版和PE版））
朱鷺戶沙耶（彩）的父親。
是一名醫生，主要去落後地區行醫。
西園美鳥（聲優：巽悠衣子（动画版第一期）／河原木志穗（动画版第二期）／荒井悠美／／台灣：林美秀，原画：Na-Ga）
生日：3月30日，血型：AB，身高：150cm，體重：41Kg，三圍：75/55/79
美魚的雙胞胎妹妹，實際為美魚小時候一個人被父母孤獨的留在家裏，想有個同伴，一天對著鏡子說話的時候鏡子裏的另一個自己出現了，自稱美鳥，是美魚的妹妹，陪她一起玩耍，但別人都看不到美鳥的存在，美鳥讓美魚不要把自己的存在告訴別人，但父母發現了美魚自說自話的奇怪舉動，美魚告訴了父母關于美鳥的存在，父母以為美魚是生病並帶她去了醫院治療，結果美魚忘記了美鳥，美鳥消失不見，並且美魚失去了自己的影子。
美鳥可以看成美魚的一部分存在，美鳥的離開使美魚失去了影子，也使美魚在班上沒有什麽存在感。而當美魚發現美鳥再次出現後，出于內疚希望自己消失而美鳥代替自己活著，因此美鳥代替了美魚的存在在班裏繼續上學，而班上的同學除了理樹都把活潑的美鳥當成了美魚，忘記了美魚的存在，理樹看到了美魚送給自己的詩集才想起了美魚，並跑到海邊尋找美魚。
在遊戲裏是分美魚和美鳥2個結局，美魚結局中美鳥將影子和存在以及心上人都還給了美魚，雖然一度被遺忘從而消失但並不怨恨美魚，她很清楚自己是什麽樣的存在，在理樹面前證實了自己終究只是影子，雲一般的存在，代替不了美魚；在美鳥結局中美鳥最後也是消失的，但美魚有沒有回來並不清楚，而理樹切斷了與美魚之間的羈絆。

#### 其他
亞美、由美（聲優：伊瀨茉莉也、洲崎綾）
太郎、二郎（聲優：村中知、藤井由紀夫）
上述四者為動畫原創角色。亞美、由美曾與太郎、二郎發生過小爭執，後來在理樹及鈴的介入調解下重新和好。
小嗶（聲優：村田太志）
恭介幼年所短暫收留過的一隻鷹，後來因為恭介無法飼養而被送回北海道。
多爾吉（聲優：Lia（客串））
鈴所飼養的貓。